# Go (joc)
Go (în japoneză: 囲碁 igo, chineză: 圍棋 wéiqí, coreeană: 바둑 baduk) este un joc strategic pentru doi jucători, avându-și originea undeva în vechea Chină, între anii 2000 î.e.n și 200 î.e.n. Jocul își ia numele din termenul japonez 囲碁 igo, preluat în limba engleză sub forma go.
Pe scurt, obiectivul jocului este de a delimita cu piesele proprii un număr cât mai mare de puncte. Regulile de joc sunt foarte simple și pot fi învățate cu ușurință. Totuși este un joc complex, comparabil în această privință numai cu șahul.

## Istoric

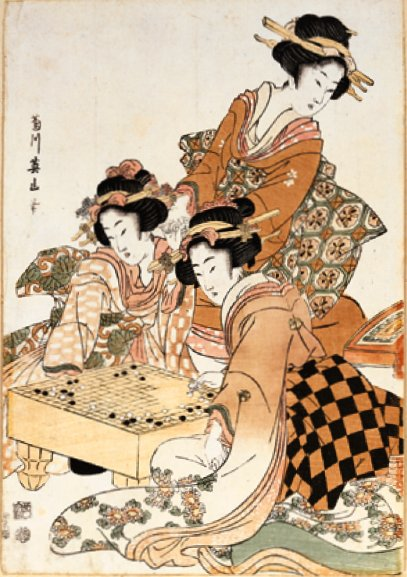
Go în Japonia medievală (1811)

Din China, jocul de go a ajuns și în Japonia în secolul VII, unde a devenit un joc popular și important începând cu secolul XIII.
În România jocul s-a răspândit începând din 1982, când revista Stiință și technică publică o serie de articole de inițiere în go. În 1985 apare prima carte  Gheorghe Păun - Inițiere în Go  și în magazine apare un joc cu tablă de carton și piese de plastic. În prezent jucătorii români sunt printre cei mai buni din Europa.

## Echipamentul de go
Tabla este un caroiaj tip „caiet cu pătrățele”, având dimensiunile standardizate internațional de 19X19: 19 linii și 19 coloane. Se poate juca după preferințe și pe tablă cu un caroiaj diferit, adică de alte dimensiuni (ex.: 9X9, 11X11, ... 19X19). Materialele din care este facută o tablă de go sunt diferite, de la o simplă bucată de carton sau vinilin, trecând prin cele de placaj și tablă, până la mesele din lemn (din esență ca și Torreya nucifera, Torreya californica, Thujopsis dolabrata, Cercidiphyllum japonicum, Agathis) create special pentru acest joc. Aceste forme atât de cizelate sunt o moștenire lăsate de cultura japoneză asupra acestui joc.
Piesele în genere sunt făcute din material plastic, având formă lenticulară, în anumite cazuri jumătatea superioară lenticulară iar cea inferioară trunchi de con pentru cele magnetice. Dimensiunile caroiajului diferă în funcție de mărimea pieselor. Una din dimensiunile împământenite ale caroiajului în România este de 22X24 de milimetri pentru fiecare pătrățel, această formă specială a caroiajului spre deosebire de una de 22X22, dă o senzație mai puțin obositoare și o mai clară perspectivă asupra pieselor așezate pe tablă.
Modul de stocare a pieselor este diversificat, de la o simplă pungă de plastic, până la recipientele strunjite în lemn.
De câțiva ani încoace metoda tradițională de confruntare lângă o tablă cedează în favoarea confuntărilor în lumea virtuală prin intermediul Internetului.

## Reguli
Regulile jocului sunt extrem de simple și se pot învăța în câteva minute. Piesele sunt de două feluri, albe și negre. 
- Piesele sunt așezate pe tablă pe rând de către jucători; spre deosebire de șah, aici negrul începe. Dacă există o diferență tehnică mare între jucători atunci, jucătorul cu mai puțină experiență, primește un număr de piese în avans (handicap).

Tablă standard de go

- Orice piesă se așază la intersecția liniilor. Astfel o piesă dispusă undeva dincolo de prima linie și coloană, va avea patru interesecții înconjurătoare (numite libertăți, de fapt cele patru linii, din N, S, E și V) libere. O piesă aflată pe prima linie va avea doar trei interesecții (libertăți, linii) libere, iar una la colț va avea două intersecții(libertăți, linii)libere.
- Orice piesă sau grup de piese se poate captura cu extragerea pieselor de pe tablă, dacă nu au nici o libertate (intersecții libere înconjurătoare), adică sunt înconjurate de piesele oponente. Pentru supraviețuire grupul trebuie să aibă minim două libertăți (intersecții) interne grupului și neconectate.
- Sinuciderea este interzisă (plasarea unei pietre intr-una din intersecțiile înconjurate de către piesele adverse). Este admisă o astfel de mutare doar în cazul în care oponentul pierde prin această mutare ultima lui libertate ceea ce duce la capturarea pieselor lui.
- O piesă nu poate fi așezată într-un punct (intersecție) specific, dacă reface un ciclu de joc anterior parcurs.
- Un jucător poate să joace pas, caz în care oponentul poate să pună o nouă piatră. În cazul în care amândoi jucătorii joacă pas jocul se consideră încheiat.
- Punctajul se face prin diferența de puncte aflate în propriul teritoriu cu piesele capturate de către adversar, comparativ, cu aceeași deiferență a oponentului.

## Reguli explicate

### Pietrele sau piesele
Teoretic în joc se utilizează o rezervă nelimitată de pietre.

### Plasarea pieselor
Regulă: Piesele se plasează pe tablă doar la intersecții.
|  |  |  |  |  |
|  |  |  |  |  |
|  |  |  |  |  |
|  |  |  |  |  |
|  |  |  |  |  |

### Lanț de piese conectate.
Un lanț este format din mai multe piese care sunt de aceeasi culoare si sunt conectate prin intermediul liniilor caroiajului tablei.
|  |  |  |  |  |
|  |  |  |  |  |
|  |  |  |  |  |
|  |  |  |  |  |
|  |  |  |  |  |

### Libertăți

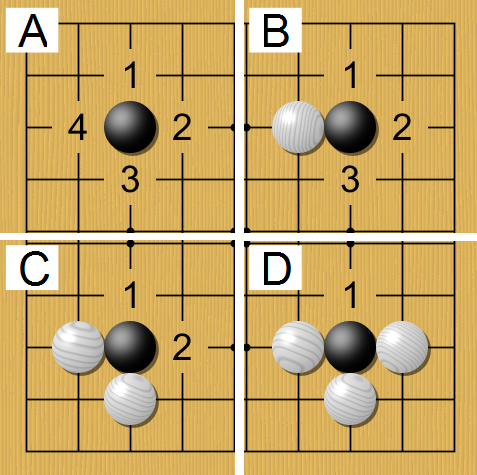

În diagramele din dreapta piesa neagră are: patru libertăți în A; trei libertăți în B; două libertăți în C și o singură libertate în diagrama D. Despre piesa din D se spune că este în atari, adică riscă ca la următorea mutare să fie capturată. La un lanț sau un grup de piese conectate, fiecare piesă are un număr de libertăți egal cu cel al grupului.

### Capturarea pieselor
Dacă în urma unei mutări (plasare a unei piese pe tablă), o piesă sau un grup de piese a adversarului își pierd toate libertățile, grupul se va extrage de pe tablă: a fost capturat. Numărul lor se va aduna la finalul partidei la numărul de puncte încercuite.
Astfel în diagrama de mai jos din stânga dacă negrul este la mutare el va putea captura două piese albe așezând o piesă pe punctul a.
|  |  |  |  |  |
|  |  |  |  |  |
|  |  |  |  |  |
|  |  |  |  |  |
|  |  |  |  |  |

|  |  |  |  |  |
|  |  |  |  |  |
|  |  |  |  |  |
|  |  |  |  |  |
|  |  |  |  |  |

|  |  |  |  |  |
|  |  |  |  |  |
|  |  |  |  |  |
|  |  |  |  |  |
|  |  |  |  |  |

### Supraviețuirea grupului
Pentru ca un grup să supraviețuiască trebuie să aibă minimum două libertăți care nu pot fi eliminate. Prima diagrama prezinta un exemplu elementar al unui grup care supravietuieste pe tabla. Acest grup are doi ochi, adică două libertăți interne separate. Grupul al doilea este similar primului, dar are mai mult teritoriu, iar cea de-a treia diagramă prezintă configurația minimă pentru supraviețuire la colț a celor două grupuri.
|  |  |  |  |  |
|  |  |  |  |  |
|  |  |  |  |  |
|  |  |  |  |  |
|  |  |  |  |  |

|  |  |  |  |  |
|  |  |  |  |  |
|  |  |  |  |  |
|  |  |  |  |  |
|  |  |  |  |  |

|  |  |  |  |  |
|  |  |  |  |  |
|  |  |  |  |  |
|  |  |  |  |  |
|  |  |  |  |  |

### Sinuciderea este interzisă
Orice mutare ce duce la anihilarea ultimei libertăți a unui grup de piese se consideră ca fiind sinucidere și este interzisă. Practic mutarea negrului în intersecția notată cu cerc roșu este interzisă. În diagramele următoare negrul nu poate muta în intersecția marcată cu cerc roșu, deoarece s-ar sinucide. Spre deosebire de negru albul poate juca în aceste puncte, în a doua diagramă anihilându-și libertatea (deci mișcare fără sens), iar în celelalte duce la capturare pieselor negre.
|  |  |  |  |  |
|  |  |  |  |  |
|  |  |  |  |  |
|  |  |  |  |  |
|  |  |  |  |  |

|  |  |  |  |  |
|  |  |  |  |  |
|  |  |  |  |  |
|  |  |  |  |  |
|  |  |  |  |  |

|  |  |  |  |  |
|  |  |  |  |  |
|  |  |  |  |  |
|  |  |  |  |  |
|  |  |  |  |  |

Excepția de la această regulă este situația în care ocuparea ultimei libertăți a unui grup de piese conduce la capturarea unui grup advers.

## Jucători importanți în trecut
De-a lungul timpului, o serie de jucători importanți s-au ridicat deasupra tuturor. Este destul de dificil să îi punem într-o ordine a valorii, totuși deoarece multi dintre ei se află la secole distanță unul de celălalt. Câțiva jucători merită a fi amintiți aici:
- Huang Longshi (China)
- Kuo Pai-Ling (China)
- Chou Lan-Yu (China)
- Honinbo Sansa (Japonia)
- Honinbo Dosaku (Japonia)
- Inoue Dosetsu Inseki (Japonia)
- Gennan Inseki (Japonia)
- Honinbo Shusaku (Japonia)
- Honinbo Shuei (Japonia)
- Honinbo Jowa (Japonia)
- Kitani Minoru (Japonia)
- Go Seigen (Japonia)
- Fujisawa Hosai (Japonia)

## Jucători importanți din prezent
În prezent, Go-ul internațional este dominat de Coreea de Sud, China și Japonia. Dintre aceste țări, Go-ul coreean este cel mai bine plasat. Aceasta se datorează popularității deosebite a acestui joc în Coreea. Câțiva jucători merită a fi amintiți aici:
- Cho Hun-Hyun (Coreea de Sud)
- Yi Chang Ho (Lee Chang Ho) [Coreea de Sud]
- Yi Sedol (Coreea de Sud)
- Choi Cheol Han (Coreea de Sud)
- Gu Li (China)
- Chang Hao (China)
- Ma Xiaochun (China)
- Nie Weiping (China)
- Chen Zude (China)
- Cho Chikun (Japonia)
- Yamashita Keigo (Japonia)
- Kobayashi Koichi (Japonia)
- Rin Kaiho (Japonia)
- Cho U (Japonia)

## Jucători importanți în România
În ultimii ani, o serie de jucători români s-au afirmat pe plan internațional.
- Cătălin Țăranu - primul european care a reușit la examenul de profesionist (5P la Nihon Kiin)
- Cornel Burzo
- Cristian Pop
- Radu Baciu Arhivat în 13 iunie 2006, la Wayback Machine.
- Sorin Gherman
- Mirel Florescu Arhivat în 15 mai 2008, la Wayback Machine.
- Alexandru-Petre Pitrop - campion european la juniori, categoria sub 16 ani în 2014  UK, Bognor Regis, 01-03 martie 2014.
- Stefan Rotarita - Vicecampion European 2017 (U12), Campion European 2018 (U12)
- Robert Mateescu - campion european în 1999 la Mamaia, Romania

## Literatură
Următoarele cărți de Go au fost publicate în limba română.
- "Inițiere în GO" - Gheorghe Păun
- "250 de probleme de GO" - Gheorghe Păun
- "GO-ul în competiții" - Radu Baciu (disponibilă online aici Arhivat în 8 martie 2007, la Wayback Machine.)
- "GO, tehnici de joc" - Kato Masao
- "Primii pasi în GO" - Mirel Florescu
- "Lecții de inițiere în GO" - Vasile Bunea, Editura Arca, 2017

### Cluburi de GO in România
Federația Română de GO

Bucuresti
- Clubul Sportiv 361
- Clubul Sportiv Hikaru

Argeș
- Clubul Sportiv Meijin (Pitești)

Botoșani
- Clubul Sportiv Botoșani (Botoșani)

Brăila
- Clubul Sportiv Atari (Brăila)

Cluj
- Clubul Sportiv Sakata (Cluj-Napoca)

Maramureș
- Clubul Sportiv Kisei (Baia Mare)

Suceava
- Sectia de GO a Clubul Sportiv Municipal Dorna (Vatra Dornei)

Timiș
- Clubul Sportiv Comunal Dudeștii Noi (Dudeștii Noi)
- Clubul Sportiv Walter Schmidt (Timisoara)

### Pagini românești de GO
- https://desprego.ro
- www.romaniango.org Arhivat în 13 iunie 2006, la Wayback Machine. - Go românesc
- goboard.eu - Sursă de informații elementare despre joc

### Pagini de GO
- Gobase.org - Site-ul lui Jan van der Steen (colecție de jocuri și probleme)
- Probleme de go
- Sensei's Library Wiki dedicat jocului de go

### Servere de go
- Pandanet Internet Go Server Arhivat în 20 august 2007, la Wayback Machine. - necesită instalare
- FICGS correspondence Go server -
- DashN Go Server Arhivat în 19 iunie 2006, la Wayback Machine.
- Dragon Go Server
- Legend Go Server
- gokgs.com - KGS, Kiseido
- Yahoo!Games[nefuncțională – arhivă]
 - necesită identitate Yahoo
- MSN Games Arhivat în 15 iunie 2006, la Wayback Machine. -
- WWGO (în schimbare) Arhivat în 12 iunie 2006, la Wayback Machine.

### Jocuri pe calculator
- gnugo - Joc Open-Source
- www.hikarunix.org Arhivat în 29 noiembrie 2012, la Wayback Machine. - Distribuție Linux cu joc inclus